# Pachycypha aurea
Pachycypha aurea – gatunek ważki z rodziny Chlorocyphidae; jedyny przedstawiciel rodzaju Pachycypha. Endemit Borneo.